# مديحة كنيفاتي
مديحة كنيفاتي (15 نوفمبر 1984 -)، ممثلة سورية.

## عن حياتها
درست في المعهد العالي للفنون المسرحية لمدة سنتين، ولأسباب تتعلق ببعض المشاكل التي حدثت مع أحد الأساتذة تركته ، بدايتها كانت في عروض الأزياء والإعلانات
 ثم في كليب للفنان اللبناني رضا
وكليب أغنية «احنا بزمن» للفنان العراقي رضا العبد الله. عارض والدها دخولها الوسط الفني بحكم عدم وجود أحد من العائلة في هذا المجال ولكن برغبتها ومحبتها للفن استاطعت إقناعه، وتابعت دراستها في كلية الحقوق التي لم تستمر بها، تلقت تشجيعا من والدتها التي كانت ترافقها لمكان عملها خلال التصوير.
كان أول ظهور لها في مجال الدراما التلفزيونية حينما شاركت بعدة لوحات من مسلسل (عربيات) عام 2003 وكانت انطلاقتها الفعلية في مسلسل صراع الأشاوس مع الفنان رشيد عساف عن طريق الصدفة حين علمت بأنه يبحث عن وجوه نسائية جديدة لمسلسله التلفزيوني «صراع الأشاوس» الذي أخرجه سالم الكردي، وكانت جديدة وخائفة لكنها لقت تشجيعا من ممثلين كبار منهم الفنان خالد تاجا والفنانة منى واصف، وكذلك ياسر العظمة، لتتوالى أعمالها بعد ذلك.
قدمت أعمالا في عدة بلدان منها مصر الأردن والخليج العربي حيث قدمت مسلسلا خليجيا حمل عنوان «غلطة نوف» للمخرج خالد الدخيم ومسرحية خليجية بعنوان «خليك بالبيت» تأليف تيسير عبد الله وإخراج عبد العزيز جاسم وعرضت في قطر،  جسدت دور المرأة المتحررة وبائعة الهوى في مسلسل «صرخة روح» لكنها لاقت رفضاً من الناس، ما دفعها ذلك لاتخاذ قرار اعتزال هذا النمط من الأدوار. أجرت علميات تجميل لأنفها فقط.

## أعمالها

### في السينما
- 2009:حراس الصمت
- 2012:جوبا
- 2013:ورد النيل
- 2013:بيترويت[12]

### في المسرح
- 2008:خلك بالبيت

### في التلفزيون
- 2003:عربيات
- 2004:عشنا وشفنا
- 2004:هومي هون
- 2004:صراع الأشاوس
- 2005: أشواك ناعمة.
- 2005:أنا وأربع بنات
- 2005: كل شي ماشي
- 2005:الغدر
- 2005:سيد العشاق
- 2006: المتنبي قاهر الذل بدور "سعدة"
- 2006:أسياد المال
- 2006:سارة خاتون
- 2006: مرايا
- 2006: شوفونا
- 2006: على طول الأيام
- 2007: جرن الشاويش بدور "أم أحمد"
- 2007:رجل الإنقلابات
- (2007) كثير من الحب كثير من العنف
- 2008: هيك تجوزنا بدور "عدة شخصيات"
- 2008: غلطة نوف
- 2008: غفلة الأيام بدور "سارة"
- 2008وادي الغجر
- 2008: عقاب 2
- 2008:شركاء يتقاسمون الخراب
- 2009:الملاك الثائر: جبران
- 2009:بلقيس
- 2009:طريق النحل
- 2009: عماكور
- 2009: صور عائلية
- 2010:السيدة
- 2010:قيود الروح
- 2010: ساعة الصفر
- 2010: شاميات
- 2010: هي دنيتنا
- 2011: عطر النار
- 2011: بومب أكشن
- 2011:يوميات مدير عام ج2
- 2011: مرايا
- 2011:كثير من الحب كثير من العنف
- 2011:الشعور القاتل
- 2011:أيام الدراسة ج1 بدور "حبيبة غسان (مكبولي)"
- 2011:العشق الحرام بدور "صفاء"
- (2011) مغامرت دليلة والزيبق بدور "ضيفة شرف"
- 2012:الشبيهة
- 2012:بقعة ضوء ج9
- 2012:زمن البرغوت ج1 بدور "سعاد"
- 2012:دليلة والزيبق ج2
- 2012:زنود الست ج1
- 2013: سكر وسط.
- 2013:زمن البرغوت ج2 بدور "سعاد"
- 2013: نساء من هذا الزمن.
- 2013:العبور
- 2013:زمن البرغوت ج2
- 2013: صرخة روح ج2.
- 2013: تحت سماء الوطن. بدور "سباعية"
- 2013:أحلى أيام.
- 2014: ما وراء الوجوه بدور "ليليان"
- 2014: خواتم
- 2014: الإخوة
- 2014: بواب الريح.
- 2015: صرخة روح ج3.
- 2015:فتنة زمانها. بدور "سوزي"
- 2015: تشيللو بدور "سهام"
- 2016: فارس وخمس عوانس بدور "فريحة"
- 2016: أحلام على ورق بدور "لطيفة"3
- 2016: الطواريد
- 2016: شهر زمان بدور "سلام"
- 2016: في ظروف غامضة
- 2016: بقعة ضوء ج12
- 2017: لست جارية
- 2017: حكم الهوى
- 2017: بقعة ضوء ج13 بدور "ضيفة شرف"
- 2017: سماء صغيرة
- 2018: العاصوف
- 2018: أبناء العلقة
- 2018: صبايا
- 2019: العاشق: صراع الجواري
- 2020: بورتريه
- 2003: أيامنا الحلوة
- 2022: على قيد الحب
- 2023:العربجي

### تقديم البرامج
- 2005: برنامج فني روتانا خليجية
- 2006: لعب وجد التلفزيون السوري
- 2007: برنامج على قناة شام السورية
- 2011: دراما ستارز، قناة سورية دراما

## الجوائز
- 2006:  سوريا - جائزة أفضل مقدمة إعلامية عن برنامج لعب وجد مقدمة من وزير الإعلام السوري.[13]

## روابط خارجية
- مديحة كنيفاتي على موقع قاعدة بيانات الأفلام العربية